# Galsko Carstvo
Galsko Carstvo ili Galorimsko Carstvo (lat: Imperium Galliarum) je moderan naziv za sjeverozapadni dio Rimskog Carstva (Galija, Britanija i Hispanija) koji je od 260. do 273. godine uživao nezavisnost od središnje vlasti.
Nastanak Galorimskog carstva bija je jedna od posljedica krize 3. stoljeća te s druge strane odraz živosti i snage posebnog identiteta romaniziranih Gala. Kada su Perzijanci zarobili cara Valerijana 260. godine, njegov sin Galijen je nastavio borbu protiv uzurpatora u podunavskim provincijama. Namjesnik germanskih provincija Postum je iskoristio tu priliku proglasiti se za cara uz podršku legija na Rajni. Nakon toga ustanovio je carsku rezidenciju u Kölnu zajedno s paralelnim senatom, dvojicom godišnje biranih konzula i vlastitom pretorijanskom gardom.
Postuma je 269. godine ubio suparnik Salonin i nakon toga je za prvobitno Galorimsko Carstvo počelo razdoblje slabljenja. Iste godine Hispanija je prihvatila vlast legitimnog cara Klaudija II. Gotskog. Aurelijan je 273. porazio galorimsku vojsku u bitci kod Chalona na Marni prije koje je car Tetrik I. prebjegao na neprijateljsku stranu. 
Galorimsko carstvo nije predstavljalo posebnu državnu cjelinu, nego pokušaj mjesne aristokracije, administrativnih i vojnih čimbenika za stvaranjem obrane od barbarskih napada i rješavanje drugih problema bez pomoći središnjih vlasti.

## Popis galorimskih careva
- Postum (260. – 269.)
  - Lelijan (uzurpator, 269.)
- Marije (269.)
- Viktorin (269. – 270.)
  - Domicijan (271.?, uzurpator)
- Tetrik I. (270. – 273.)
  - Tetrik II. (270. – 273., cezar)

## Vanjske poveznice
- Gallic Consuls
- Gallic Empire
- Jona Lendering, "Gallic Empire"  Arhivirana inačica izvorne stranice od 12. travnja 2007. (Wayback Machine)
- Gallic Empire coinage